# Aristolochia coadunata
Aristolochia coadunata là một loài thực vật có hoa trong họ Aristolochiaceae. Loài này được Backer mô tả khoa học đầu tiên năm 1920.